# Centaurea pouzinii
Centaurea pouzinii là một loài thực vật có hoa trong họ Cúc. Loài này được DC. mô tả khoa học đầu tiên năm 1813.